# Da vidna
A Da vidna (magyarul: Hajnalig) egy dal, amely Fehéroroszországot képviselte volna a 2020-as Eurovíziós Dalfesztiválon. A dalt a VAL együttes adta volna elő belarusz nyelven. A dal a február 28-án megrendezett fehérorosz nemzeti döntőben nyerte el az indulás jogát.

## Eurovíziós Dalfesztivál
A dal a 2020. január 28-án megrendezett belorusz nemzeti döntő elődöntőjében szerepelt, ahol továbbjutott a döntőbe. A február 28-án megrendezett döntőben 1494 ponttal nyert, így a VAL érdemelte ki azt, hogy ők képviselhetik Fehéroroszországot a 2020-as Eurovíziós Dalfesztiválon, Rotterdamban. A dalt az Eurovíziós Dalfesztiválon az előzetes sorsolás alapján először a május 12-i első elődöntő első felében adták volna elő, azonban március 18-án az Európai Műsorsugárzók Uniója bejelentette, hogy 2020-ban nem tudják megrendezni a versenyt a COVID–19-koronavírus-világjárvány miatt.